# Friedrich Blume (Politiker)
Friedrich Blume (* 30. Januar 1902 in Davenstedt; † 20. Mai 1979 in Rinteln) war ein deutscher Politiker (SPD) und Bundestagsabgeordneter.
Blume machte eine Lehre zum Maschinenschlosser und arbeitete anschließend von 1920 bis 1933 in diesem Beruf. Seit 1918 war er bereits Mitglied der SPD. Unter der Regierung Hitlers wurde er 1936 verhaftet und kam als politischer Häftling ins Zuchthaus Hameln. Im Jahr 1939 wurde er entlassen. 1942 wurde in das Strafbataillon 999 einberufen. Gegen Kriegsende geriet er in britische Gefangenschaft, aus der er 1947 entlassen wurde.
Im Jahr 1947 wurde er Geschäftsführer der SPD in Rinteln und ab 1960 auch stellvertretender Landrat des damaligen Landkreises Grafschaft Schaumburg. In der fünften Legislaturperiode war er von 1965 bis 1969 Abgeordneter des Deutschen Bundestages. Er wurde im Wahlkreis Schaumburg direkt gewählt.

## Ehrungen
- 1968: Verdienstkreuz 1. Klasse der Bundesrepublik Deutschland